# طوطی هیسپانیولی
طوطی هیسپانیولی (نام علمی: Psittacara chloropterus)، یک گونه گونه‌ای آسیب‌پذیر از پرندگان در زیر خانواده آرینا از خانواده طوطیان راستین، طوطی‌های آفریقایی و جهان جدید است. این گونه بومی جزیره هیسپانیولا است که در جمهوری دومینیکن و هائیتی مشترک است. در کشور اول به آن «پریکو» و در دومی «پروشه» می‌گویند.
در زمان‌هایی پیشنهاد شده‌است که طوطی هیسپانیولی با طوطی چشم‌سفید (P. leucophthalmus) همسان باشد. آن و طوطی کوبایی (P. euops) یک ابرگونه را تشکیل می‌دهند.
طوطی هیسپانیولی کوچنده نیست.